# São José do Jacuri
São José do Jacuri – miasto i gmina w Brazylii, w stanie Minas Gerais. Znajduje się w mikroregionie Peçanha.